# George Eliasberg
John „George“ (Georg) Eliasberg (* 31. Januar 1906 in Wiesbaden; † 12. September 1972 in Berlin) war ein deutscher Journalist.

## Leben
Der Sohn des Kaufmanns Leopold Eliasberg und seiner Ehefrau Fanny, geb. Halpern, lebte bis zum Jahre 1914 in Libau (Kurland) und von 1914 bis 1917 in Sankt Petersburg, wo er die Preobraschenskaja-Schule besuchte. 1917/18 wechselte er auf das Gymnasium in Jalta (Krim). Ab Januar 1919 lebte er in Hamburg, wo er 1925 an der Thaer-Oberrealschule die Reifeprüfung ablegte. 1925 nahm er ein Studium der Naturwissenschaften, Philosophie und Geschichte in Hamburg auf. Von 1926 bis zum Wintersemester 1931/32 studierte er an der Friedrich-Wilhelms-Universität Berlin.  1933 promovierte er Ueber mehrkernige Komplexe der Metall-Thiosulfate und Sulfite in Chemie.
Bereits in Hamburg fand Eliasberg Kontakt zum Internationalen Sozialistischen Kampfbund. Während des Studiums in Berlin schloss er sich 1926 der „Sozialistischen Studentengruppe“, dann der „Roten Studentengruppe“ und der KPD an. Gemeinsam mit Richard Löwenthal und Franz Borkenau gehörte er zur Reichsleitung der    
Kommunistischen Studentenfraktion (Kostufra). Alle drei wurden Ende 1929 als „Rechtsabweichler“ aus der KPD ausgeschlossen, weil sie die kommunistische Linie, die Sozialdemokratie als „Sozialfaschisten“ zu bekämpfen, kritisiert hatten. Sie nahmen Kontakt zu dem sich Leninistische Organisation (ORG) nennenden Kreis kritischer Sozialdemokraten und Kommunisten auf, der während des Nationalsozialismus als Gruppe Neu Beginnen bekannt wurde.  Als die Gruppe Neu Beginnen nach der nationalsozialistischen Machtergreifung in die Illegalität ging, übernahm Eliasberg eine führende Stellung und ab 1935 die Inlandsleitung der Gruppe.
Im Zuge einer Verhaftungswelle wurde Eliasberg im Sommer 1935 verhaftet und wegen „Vorbereitung zum Hochverrat“ angeklagt. Am 8. September 1936 wurde er zur vier Jahren und sechs Monaten Zuchthaus verurteilt, die er in den Strafanstalten Brandenburg-Görden und Waldheim verbüßte. Sein Doktortitel wurde ihm aberkannt. Nach der Haftentlassung 1940 wurde er als „feindlicher Ausländer“  ausgewiesen und emigrierte über Genua und die Dominikanische Republik schließlich 1941 in die USA. Hier arbeitete er bis zum Kriegsende für Karl Frank, für den amerikanischen Nachrichtendienst OSS und unter dem Pseudonym Stefan Weyl als Kommentator für die deutschen Sendungen des Senders „Stimme Amerikas“. Er veröffentlichte auch zur deutschen Widerstandsbewegung.
Nach Kriegsende nahm Eliasberg wieder Kontakt zu Kampfgefährten aus der Widerstandsbewegung auf, die sich wie Fritz Erler und Kurt Mattick nun in der Nachkriegssozialdemokratie engagierten. 1947 nahm Eliasberg die amerikanische Staatsbürgerschaft an und arbeitete ab 1949 erneut bei der „Stimme Amerikas“. Er wurde New Yorker Korrespondent der Neuen Zeitung (München) und war von 1953 bis 1960 Nachrichtenredakteur. Ab 1963 arbeitete er beim RIAS Berlin.
Mitte der 1960er Jahre kehrte Eliasberg endgültig nach Deutschland zurück. Die Friedrich-Ebert-Stiftung stellte ihn zunächst als Studienleiter einer Heimvolkshochschule an. Mit Rücksicht auf seinen angeschlagenen Gesundheitszustand wurde er ab 1968 als wissenschaftlicher Mitarbeiter der Stiftung beschäftigt. Eliasberg befasste sich zuletzt bis zu seinem Tod mit der Geschichte des „Ruhrkrieges“.

## Schriften
- Ueber mehrkernige Komplexe der Metall-Thiosulfate und Sulfite …, Ohlau i. Schl 1933.
- Historische Grundlagen der Kommunistischen Internationale. (der Traum von der Weltrevolution) ; das sozialistische Erbe des Westens, das revolutionäre Erbe des Ostens. SPD, Berlin 1949.
- Marxism's hostile children. Leninism and socialism. H. Regnery Co., Hinsdale, Ill 1949.
- Der Ruhrkrieg von 1920. Verl. Neue Gesellschaft, Bonn-Bad Godesberg 1974, ISBN 3-87831-148-6.
- und Jon B. Jansen: The silent war;. The underground movement in Germany. 1. Auflage. Lippincott, Philadelphia 1943.